# Cumhuriyetçi Köylü Millet Partisi
Die Cumhuriyetçi Köylü Millet Partisi (CKMP; dt. Republikanische Bauern-Volkspartei) war eine rechtsextreme Partei in der Türkei.

## Geschichte

### Gründung
Die CKMP entstand am 16. Oktober 1958 durch eine Fusion der Cumhuriyetçi Millet Partisi mit der Köylü Partisi. Die meisten Mitglieder waren ehemalige Mitglieder der Demokrat Parti, die vom liberalen Kurs der Partei enttäuscht waren. Die Partei wurde zum Sammelbecken der Ultranationalisten und Rechtsextremen.
Die Köylü Partisi war 1952 von Oğuz Remzi Arık gegründet worden, konnte bei den Wahlen in den Jahren 1954 und 1957 aber keine Sitze im Parlament gewinnen. Die Cumhuriyetçi Millet Partisi war 1954 von Osman Bölükbaşı gegründet worden, nachdem die 1948 gegründete Vorgängerpartei Millet Partisi 1953 wegen „anti-laizistischer Umtriebe“ verboten worden war. Bei den Wahlen im Jahr 1954 errang die Partei fünf Parlamentssitze, 1957 vier Sitze.
Erster Vorsitzender der neuen Cumhuriyetçi Köylü Millet Partisi war Osman Bölükbaşı.

### Regierungsbeteiligung
Bei der Wahl zur Nationalversammlung 1961, die auf den Militärputsch im Jahr 1960 folgte, konnte die Partei 13,7 % und 54 Mandate erringen. Die Regierung wurde von CHP und Adalet Partisi gestellt, doch die Koalition zerbrach schon bald an der Frage einer Amnestie für die nach dem Militärputsch verurteilen DP-Politiker. Ministerpräsident İsmet İnönü verhandelte daraufhin mit der Yeni Türkiye Partisi und CKMP über eine Koalition. Obwohl viele Parteimitglieder für eine Regierungsbeteiligung waren, wehrte sich der Parteivorsitzende Bölükbaşı dagegen. Bölükbaşı wurde daraufhin abgewählt und mit Ahmet Oğuz ein neuer Parteivorsitzender gewählt. Anschließend stimmte die Partei einer Koalition zu. Hasan Dincer wurde zum stellvertretenden Ministerpräsidenten ernannt, Abdülhak Kemal Yörük wurde Justizminister und Ahmet Oğuz 1963 Handelsminister. Außerdem stellte die CKMP den Minister für Kultur und Tourismus.
Bei den folgenden Wahlen 1961 und 1965 verlor die CKMP stark an Unterstützung.

### Umbenennung zur MHP
Am 31. März 1964 wurde der ehemalige Oberst Alparslan Türkeş, der am Militärputsch 1960 maßgeblich beteiligt war, Mitglied der Partei und am 1. August des folgenden Jahres neuer Vorsitzender der CKMP, nachdem drei Tage zuvor wichtige Altvordere die Partei verlassen hatten. Das ermöglichte es Türkeş auch, die Partei zu reformieren. Am 9. Februar 1969 benannte man die CKMP in Milliyetçi Hareket Partisi (MHP) um.